# 墨西哥西班牙语
墨西哥西班牙语大約在16世紀形成。墨西哥城当时作为新西班牙的首府，美洲第一家印刷厂和第一所大学都诞生在那里，催生了與西班牙本土的卡斯提亞語不同的西班牙语方言。加里多·多明奎茲（Garrido Domínguez） (1992 : 51) 认为 ， 墨西哥西班牙语等美洲西班牙语「不是源于普通的卡斯提亞語 ，没有西班牙某一个地区的语言特征，与15世纪的西班牙语也无关系，更不是源于当时西班牙社会最底层的语言，与西班牙的西班牙语不同的原因应该在各个美洲国家内部寻找，而不该寻找外部原因」。